# 충장로 (고양시)
충장로(Chungjang-ro)는 경기도 고양시 덕양구 행신동 행신역 삼거리에서 덕양구 성사동을 잇는 도로이다.

## 주요 경유지
경기도
- 고양시 덕양구 (행신동 . 화정동 . 성사동)

## 노선 경로
| 이름                       | 접속 노선                   | 경유지 | 경유지 | 비고 |
| -------------------------- | --------------------------- | ------ | ------ | ---- |
| 행신역삼거리               | 소원로                      | 고양시 | 덕양구 |      |
| 행신사거리                 | 행신로                      | 고양시 | 덕양구 |      |
| 능곡지하차도위 교차로      | 중앙로                      | 고양시 | 덕양구 |      |
| 백양공원앞 교차로          | 성신로                      | 고양시 | 덕양구 |      |
| 민방위교육장앞 교차로      | 화신로                      | 고양시 | 덕양구 |      |
| 지도변전소앞 교차로        | 어울림로                    | 고양시 | 덕양구 |      |
| 원당역앞 교차로 (성사육교) | 지방도 제356호선 (고양대로) | 고양시 | 덕양구 |      |
| 수역이마을앞 교차로        | 수역이길                    | 고양시 | 덕양구 |      |
| (이름없음)                 | 국도 제39호선 (호국로)      | 고양시 | 덕양구 |      |

## 주요 시설및 건물
- 투썸플레이스 행신역점 (충장로 8/행신동 762-3)
- CGV 고양행신 (충장로 8/행신동 762-3)
- 아성다이소 행신역점 (충장로 10/행신동 762-1)
- 써브웨이 고양행신점 (충장로 11/행신동 707-1)
- 스타벅스 행신역점 (충장로 14/행신동 762)
- 올리브영 행신역점 (충장로 14/행신동 762)
- CU 행신역점 (충장로 14/행신동 762)
- 베스킨라빈스 고양행신역점 (충장로 18/행신동 761-6)
- SK텔레콤 T world PS&M대리점 행신점 (충장로 18/행신동 761-6)
- 이디야커피 행신역점 (충장로 20/행신동 761-4)
- 신능중학교 (충장로 78/행신동 980)
- CU 행신샘터2단지점 (충장로 84/행신동 989)
- 고양시교통정보센터 (충장로 113/행신동 1007-1)
- LG전자 배스트샾 행신점 (충장로 126/행신동 999)
- SK텔레콤 T world 백마장대리점 행신직영점 (충장로 134/행신동 943-1)
- 알뜰 덕양주유소 (충장로 142/행신3동 942)
- 롯데마트 고양점 (충장로 150/행신동 941)
- 현대자동차 현대블루핸즈 오토킹 (충장로 208/화정동 996-2)
- 기아 기아 오토큐 오토킹 (충장로 208/화정동 996-2)
- HD현대오일뱅크 케이엘페트로 고양셀프주유소 (충장로 210/화정동 996-1)
- 알뜰 어울림주유소 (충장로 407/화정1동 188-20)